# Isola Storoževoj
L'isola Storoževoj (in russo Остров Сторожевой, ostrov Storoževoj, in italiano "isola di guardia") è un'isola russa che fa parte dell'arcipelago di Severnaja Zemlja ed è bagnata dal mare di Kara.
Amministrativamente fa parte del distretto di Tajmyr del Territorio di Krasnojarsk, nel Distretto Federale Siberiano.

## Geografia
L'isola è situata 950 m a est della costa orientale dell'isola della Rivoluzione d'Ottobre, nello stretto di Šokal'skij (Пролив Шокальского, proliv Šokal'skogo), leggermente a sud dell'ingresso della baia Medvežej (бухта Медвежей, buchta Medvežej) e a nord dell'ingresso del fiordo di Marat (фьорд Марата, f'ord Marata)
L'isola si allunga da sud-est a nord-ovest, con una lunghezza di poco inferiore ai 3,5 km e una larghezza di circa 850 m. Nella parte centrale raggiunge un'altezza massima di 74 m s.l.m.; nei pressi dell'altura c'è un punto di triangolazione geodetica.
Il territorio è libero dal ghiaccio; le coste sono piatte e lisce; non sono presenti né laghi né fiumi.

## Isole adiacenti
- Isole Koški (острова Кошки, ostrov Koški), a nord.